# Gölbaşı
Gölbaşı este un oraș din Turcia.